# Валя (приток Сяси)
Валя — река в России, протекает в Тихвинском районе Ленинградской области. Правый приток Сяси.

## География
Река вытекает из Вальского озера на окраине болота Бельский Мох. Течёт на юг между болотами Бельский Мох (на западе) и Имоловское (на востоке), затем принимает левый приток Лебедину. Ещё южнее, в 11 км от устья, принимает левый приток Узница. За устьем Узницы поворачивает на юго-запад, затем на северо-запад и впадает в Сясь в 79 км от устья последней. Перед устьем на правом берегу расположена деревня Подборье. Длина реки составляет 37 км, площадь водосборного бассейна — 252 км².
По реке названа железнодорожная станция Валя на линии Волховстрой — Тихвин, расположенная на другом берегу Сяси.

## Данные водного реестра
По данным государственного водного реестра России относится к Балтийскому бассейновому округу, водохозяйственный участок реки — Сясь, речной подбассейн реки — Нева и реки бассейна Ладожского озера (без подбассейна Свирь и Волхов, российская часть бассейнов). Относится к речному бассейну реки Нева (включая бассейны рек Онежского и Ладожского озера).
Код объекта в государственном водном реестре — 01040300112102000018372.